# Asham (gastronomia)
L'asham è un dolce diffuso nei Caraibi, in particolare in Giamaica (dove viene anche chiamato Brown George), a Trinidad e Tobago (dove viene chiamato chilli bibi o sam sam) e in Belize (dove viene chiamato caan sham, casham o kasham).
Si tratta di una pietanza molto semplice: i chicchi di mais vengono tostati e poi tritati finemente. La polvere ottenuta viene setacciata e vi viene aggiunto lo zucchero di canna e un pizzico di sale; talora vengono aggiunte anche spezie. L'asham può essere realizzato anche in versione salata.
Viene consumato al cucchiaio oppure mescolato con acqua.
Si ritiene sia stato portato in Giamaica dagli schiavi africani, e che la parola asham derivi da o-sĭám, che nel dialetto Akuapem della lingua twi, che fa parte del macrolinguaggio akan, significa mais essiccato e tritato, oppure da òsiam, che in lingua nkonya indica una farina di mais tostato mescolata ad acqua.